# 戴夫·詹默森
约翰·戴维·詹默森（英語：John David Jamerson，1967年8月13日—），美国NBA联盟前职业篮球运动员。他在1990年的NBA选秀中第1轮第15顺位被迈阿密热火选中。